# BY砲
BY砲（ビーワイほう）は、ともにスターダムに所属する女子プロレスラー、愛川ゆず季と美闘陽子のタッグチーム。本項では両者が中心となって2012年に結成された「全力女子（ぜんりょくじょし）」も扱う。

## 概要
チーム名は、美闘（Bito）とゆず季（Yuzuki）の頭文字。かつての日本プロレスにおけるジャイアント馬場とアントニオ猪木の「BI砲」のパロディである。命名は愛川。

## 全力女子
全力女子は、スターダムで結成された女子プロレスラーのグループ。略称は「ゼンリョ」で、これも「全女（全日本女子プロレス）」のパロディである。
2012年に3期生の宝城カイリがデビューすると、愛川が相手となったが、試合後にBY砲と共闘を持ちかけた。その後、風香GMが軍団名を考案し、「BY宝」（読みは同じ）となった。しかし、その後鹿島沙希も加わったため、BY宝から「BY軍」となった。やがてチーム名が「全力女子」となった。
5月以降、ZERO1野良犬道場の夕陽の定期参戦が決まり、ドラフトの結果、全力女子入りが決まった。
6月3日の大阪大会でそれまで奈苗軍団の一員として活動していた松本浩代が加入。
6月10日の新木場大会で鹿島が離脱。

## メンバー
- 愛川ゆず季
- 美闘陽子

全力女子
- 宝城カイリ
- 夕陽（ZERO1野良犬道場）
- 松本浩代（エスオベーション）

### 元メンバー
- 鹿島沙希（夏樹☆たいよう率いるカワカツ軍へ移籍）

## 獲得タイトル
- ゴッデス・オブ・スターダム王座